# El misterio del carro express
El misterio del carro express es una película de misterio mexicana de 1953 dirigida por Zacarías Gómez Urquiza.

## Argumento
Un detective investiga a unos bandidos que asaltan un tren y pierden su botín.

## Reparto
- Rogelio Fernández
- Gilberto González
- Rebeca Iturbide
- Elena Julián
- Jorge Martínez de Hoyos
- Yolanda Montes
- Luis Mussot
- Hermanos Nicholas como ellos mismos
- Pedro Ortega "El Jaibo"
- Guillermo Portillo Acosta
- Elvira Quintana
- Valente Quintana
- Gabriel Ramírez Osante
- Roberto G. Rivera
- Matilde Sánchez
- Miguel Torruco